# Bruno Rodriguez
Bruno Rodriguez (ur. 25 listopada 1972 w Bastii) – francuski piłkarz grający na pozycji napastnika.

## Kariera piłkarska
Bruno Rodriguez urodził się w Bastii jako syn Hiszpana i Francuzki pochodzącej z Korsyki. Karierę piłkarską rozpoczął w 1989 roku w rezerwach AS Monaco, których grał do 1992 roku, po czym w sezonie 1992/1993 reprezentował barwy pierwszej drużyny klubu. Następnie został zawodnikiem SC Bastii, z którą dotarł do finału Pucharu Ligi Francuskiej 1994/1995, w którym 3 maja 1995 roku na Parc des Princes w Paryżu, drużyna I Turchini przegrała 2:0 z Parisem Saint-Germain. Następnie reprezentował barwy: RC Strasbourg (1996), FC Metz (1997–1999 – wicemistrzostwo Francji 1998) oraz Paris Saint-Germain (1999–2000).
Z powodu braku miejsca w podstawowym składzie Paryżan, we wrześniu 1999 roku przeszedł w ramach wypożyczenia za 500 000 funtów do angielskiego Bradford City, w którym rozegrał zaledwie 5 meczów we wszystkich rozgrywkach (55 minut), po czym 23 października 1999 roku wrócił do Paryżan.
Następnymi klubami w karierze Rodrigueza były: RC Lens (2000–2004), w ramach wypożyczenia: EA Guingamp (2000–2001), Rayo Vallecano (2001–2002), AC Ajaccio (2002–2003), FC Metz (2004) oraz Clermont Foot, w którym w 2005 roku zakończył piłkarską karierę.

## Kariera reprezentacyjna
Bruno Rodriguez grał w reprezentacji Francji B.

## Sukcesy
SC Bastia
- Puchar Ligi Francuskiej: 1995

FC Metz
- Wicemistrzostwo Francji: 1998

## Życie prywatne
Bruno Rodriguez po zakończeniu kariery piłkarskiej wrócił na Korsykę, gdzie w grudniu 2016 roku zamieszkał w Bastii.
W marcu 2022 roku francuski związek piłkarzy, Union Nationale des Footballeurs Professionels (UNFP) poinformował o amputacji nogi Rodrigueza z powodu przewlekłego bólu, na który cierpiał od czasu zakończenia kariery piłkarskiej.